# Cimetière de Grinzing
Le cimetière de Grinzing (en allemand : Grinzinger Friedhof) est un cimetière situé à Grinzing, un quartier de Döbling, le dix-neuvième arrondissement de la ville de Vienne, en Autriche.

## Description
Le cimetière, qui est situé dans le centre de Grinzing, occupe une superficie de 45 265 mètres carrés et comprend 5 095 tombes.

## Historique
Originellement les morts du village de Grinzing étaient enterrés autour de l'église paroissiale de Saint-Michel jusqu'en 1713, année où se déclara une peste et où il fut décidé que les inhumations auront lieu à la chapelle de Grinzing. En 1783, un cimetière séparé est créé à Grinzing.

## Personnalités inhumées au cimetière
De nombreuses personnalités ont choisi de se faire inhumer au cimetière de Grinzing, appartenant aussi bien au monde des arts, de la littérature, industriel ou politique. Si quarante-neuf tombes d'honneur sont implantées sur le site, bien d'autres personnalités y occupent une parcelle et nombre d’œuvres d'art surmontent les dalles funéraires.
Quelques-unes des personnalités inhumées au cimetière de Grinzing :

### Monde artistique
Littérature

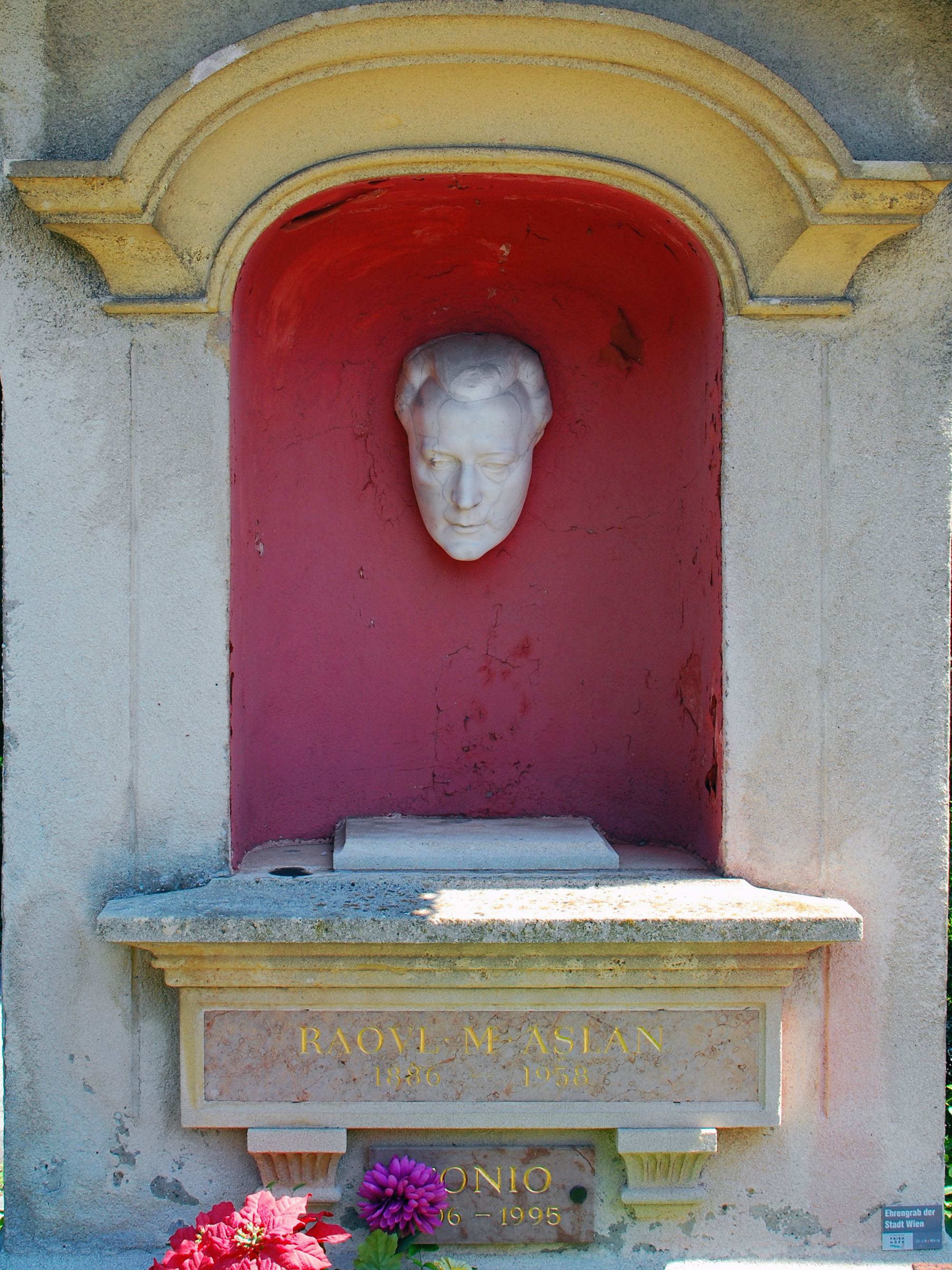
Aslan Raoul.

- Thomas Bernhard, écrivain et dramaturge ;
- Heimito von Doderer, écrivain ;
- Gemma Salem, écrivain
- Fritz Wöss, écrivain.

Théâtre et cinéma
- Raoul Aslan, acteur et directeur de théâtre ;
- Ida Krottendorf (1927-1998), actrice ;
- Ernst Meister, acteur ;
- Caspar Neher, décorateur de théâtre ;
- Hans Unterkircher, acteur.

Musique
- Peter Alexander, chanteur et animateur de télévision

- Alma Mahler, musicienne

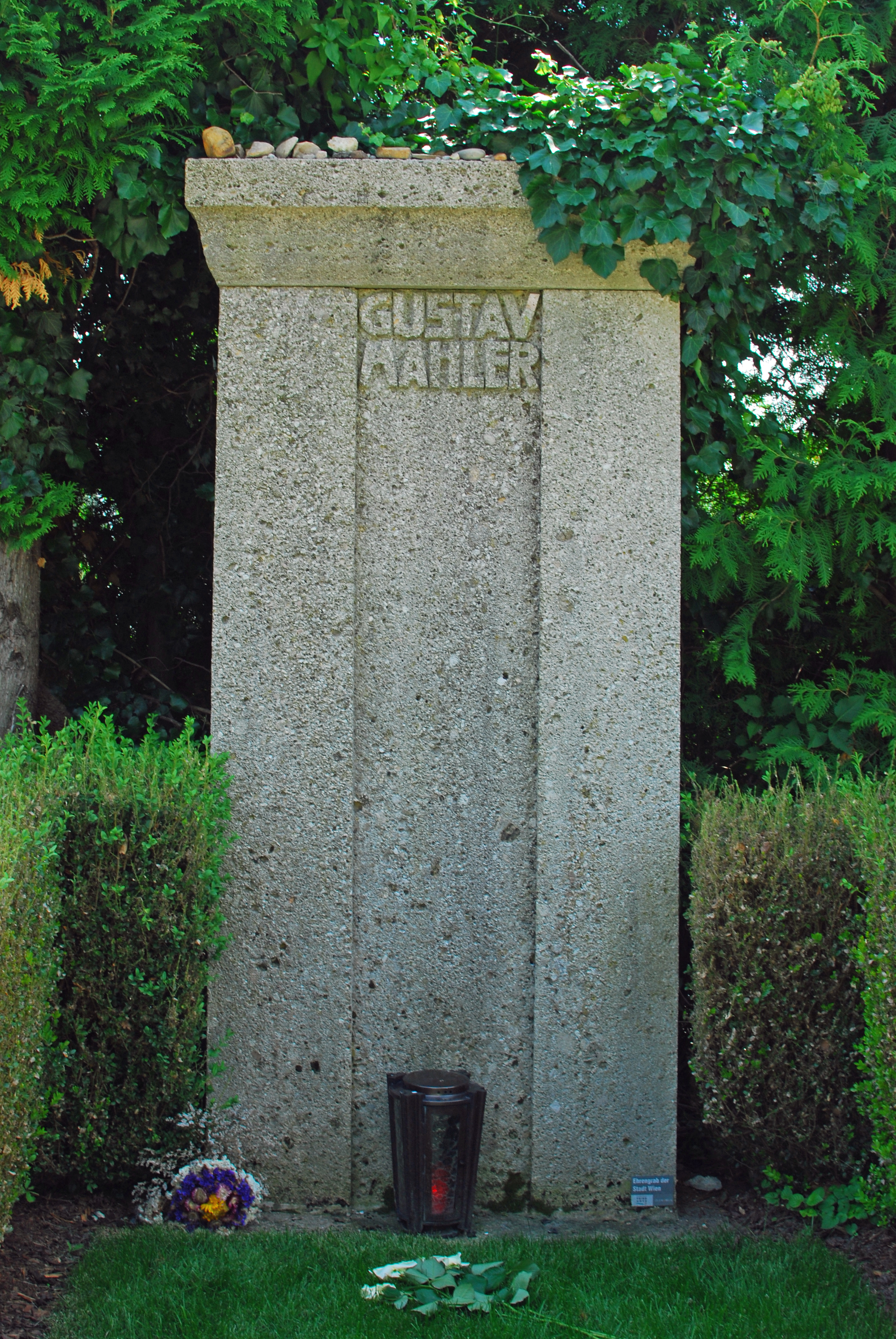
Gustav Mahler.

- Gustav Mahler, compositeur, pianiste et chef d'orchestre
- Ricardo Odnoposoff, violoniste
- Arnold Rosé, violoniste

Architecture
- Richard Jordan, architecte

Divers
- Rudolf Leopold, collectionneur, fondateur du musée Leopold

### Monde de l'industrie
- Carlo Abarth, concepteur et préparateur de voitures de sport, fondateur de la marque qui porte son nom.

### Monde politique
- Josef Klaus, ministre des Finances et chancelier fédéral

### Liste plus complète
- Personnalités inhumées au cimetière de Grinzing

## Galerie d'images

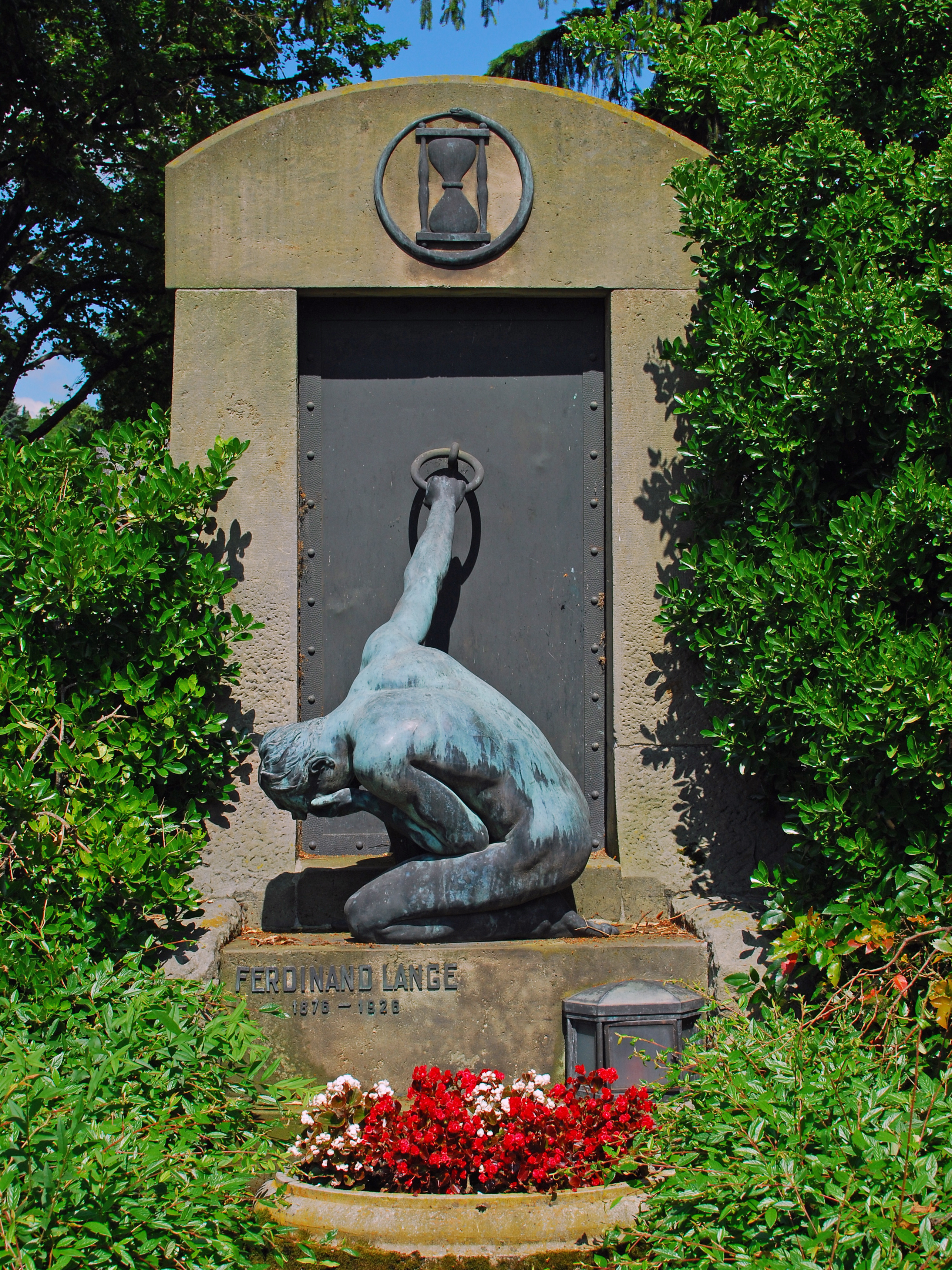
Ferdinand Lange
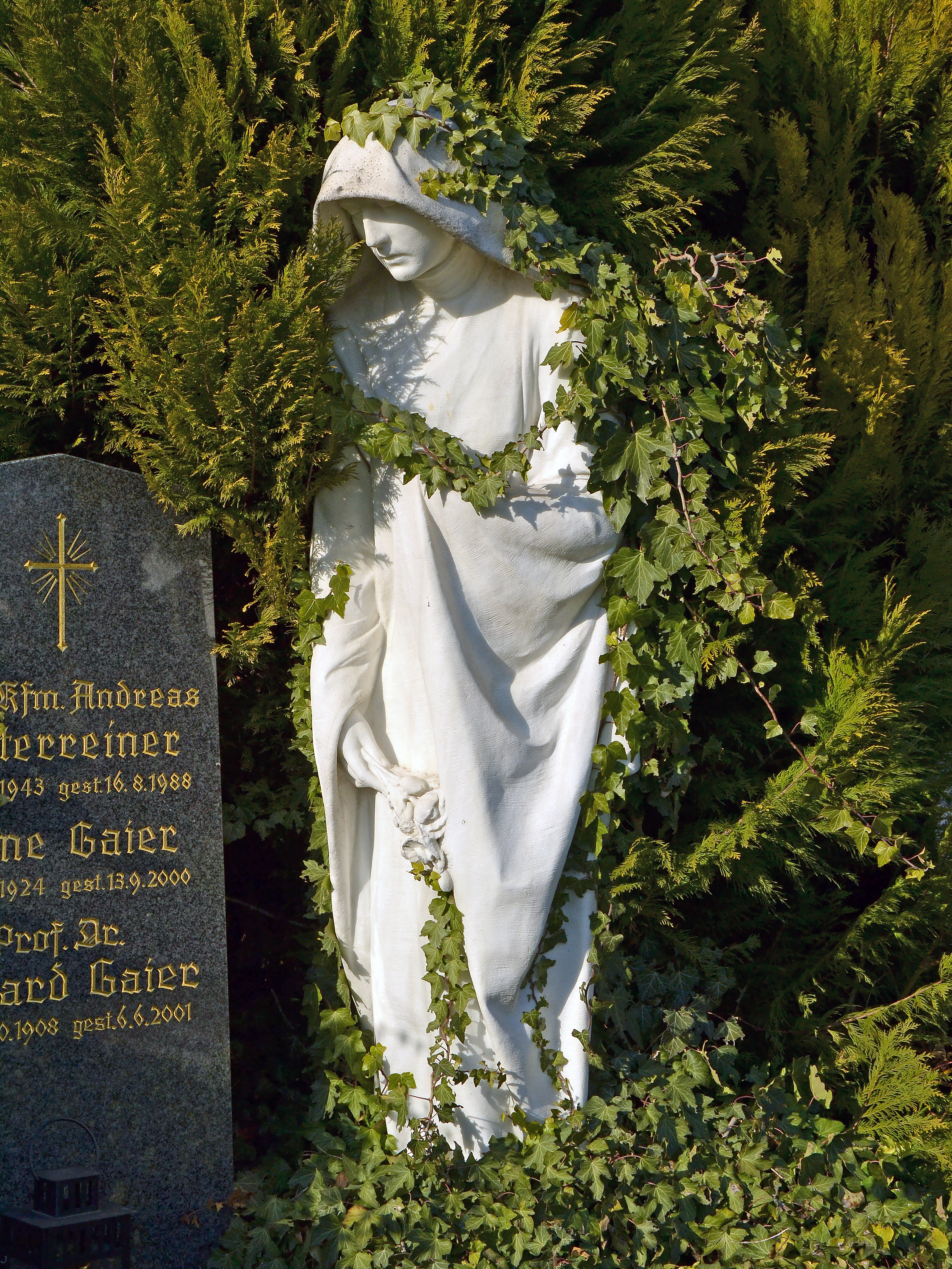
Sculpture tombale
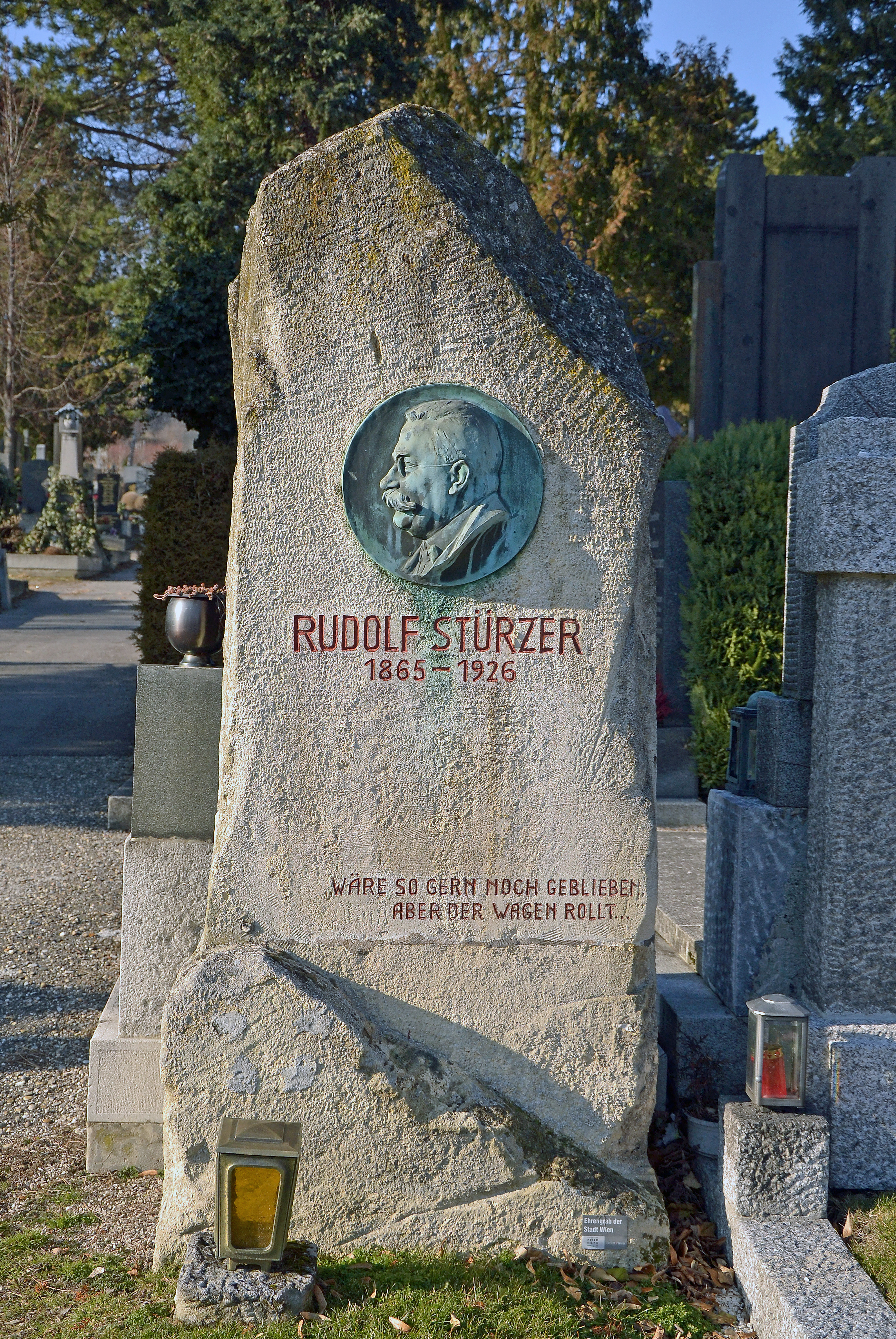
L'écrivain Rudolf Stürzer (de)
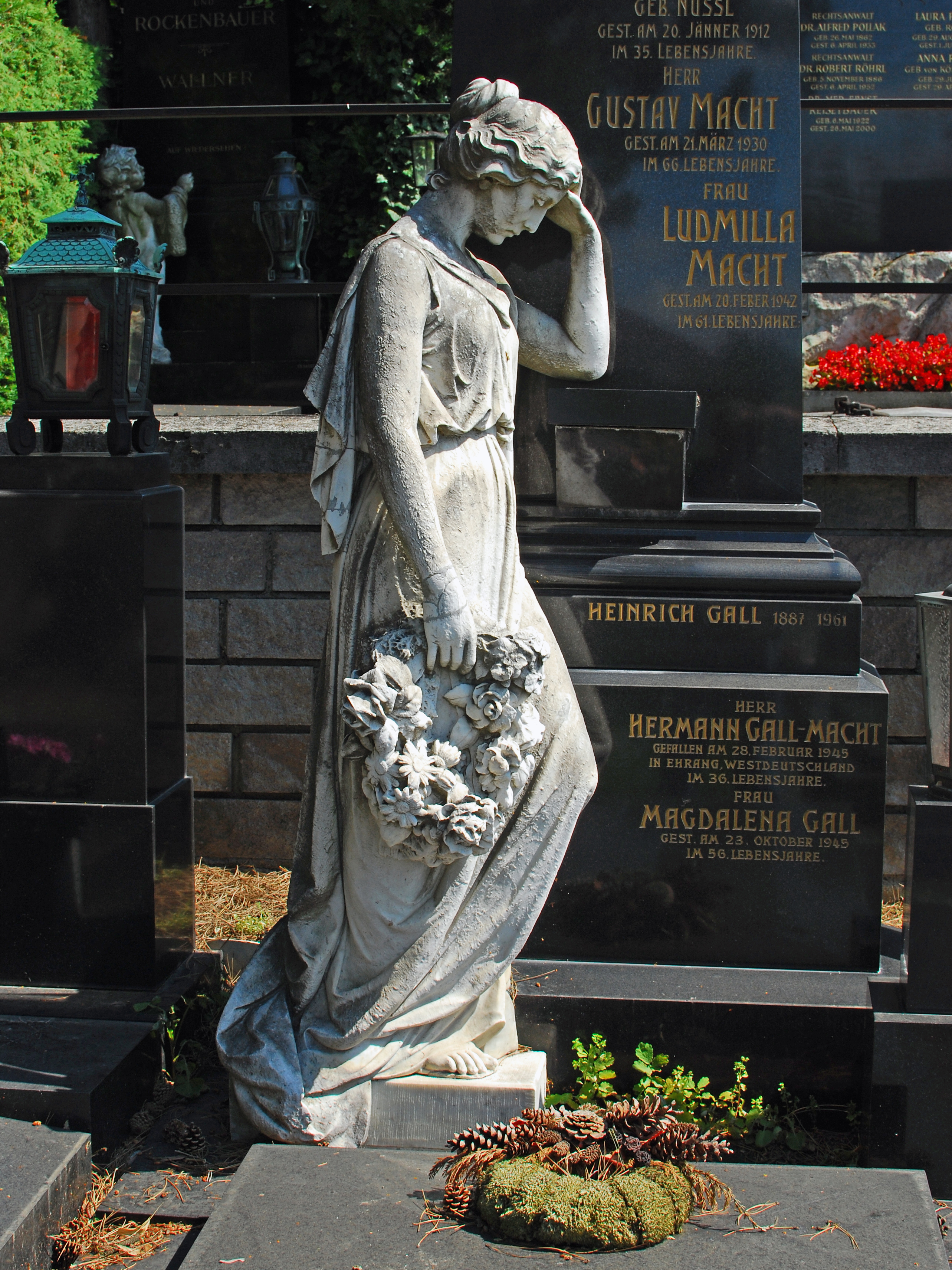
Caveau de la famille Macht-Galle
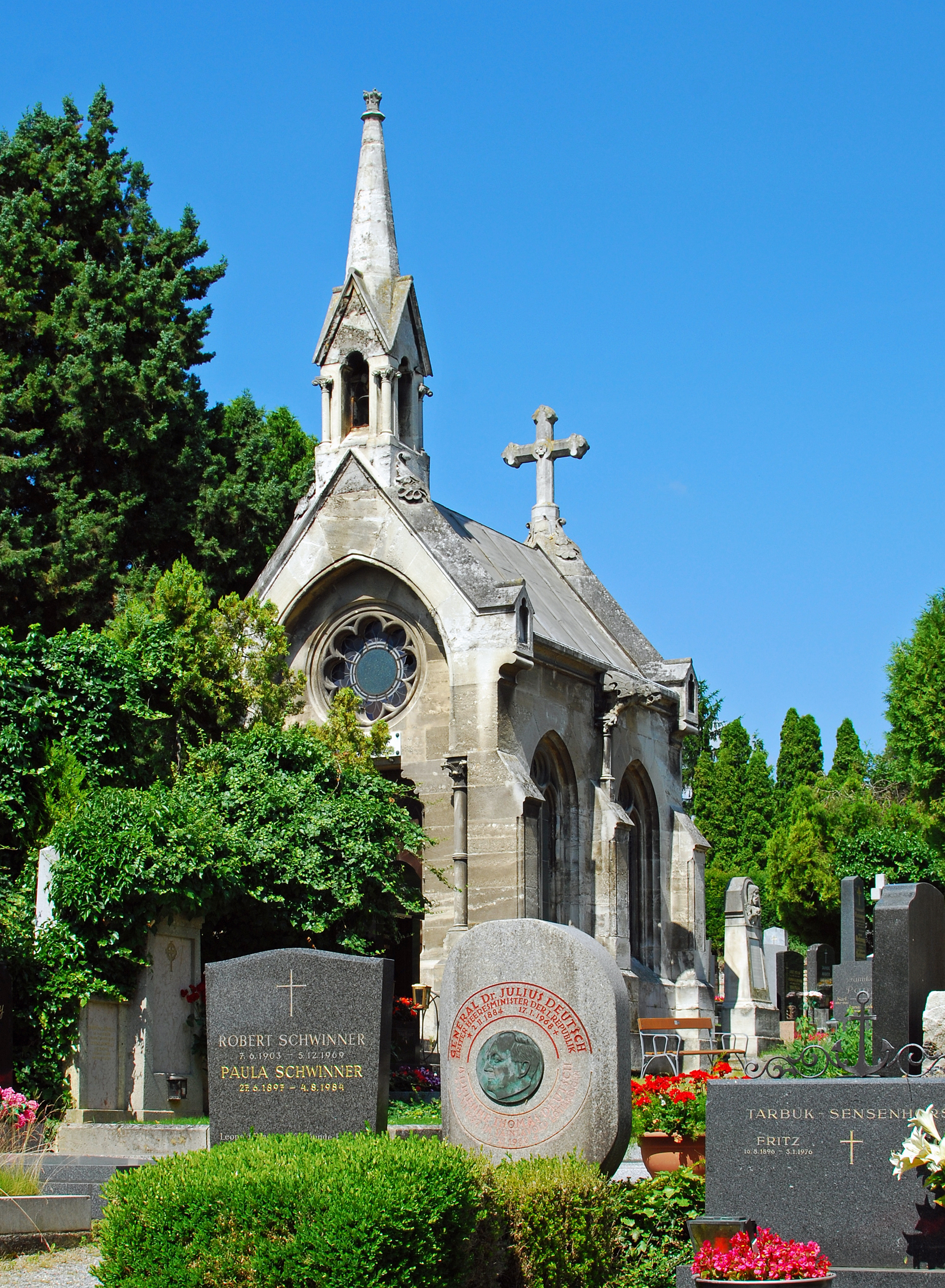
Chapelle funéraire
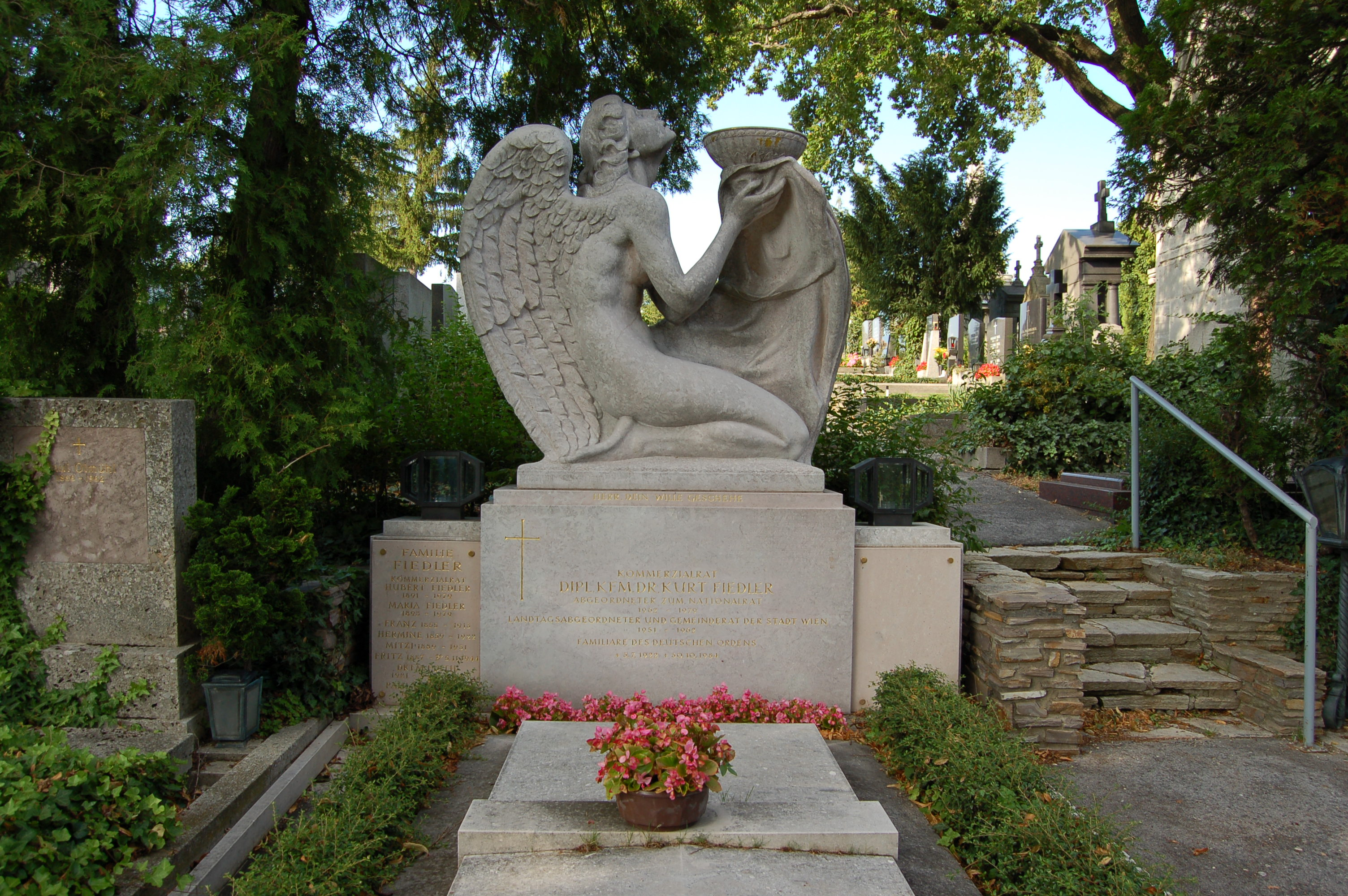
Kurt Fiedler, homme politique